# Нижнекамск
Нижнека́мск (тат. Түбəн Кама) — город (с 1966 года) в Республике Татарстан, Россия. Административный центр Нижнекамского района и городского поселения город Нижнекамск.

## Этимология
Город возник в начале 1960-х годов как посёлок при строительстве Нижнекамского комбината, с 1966 года — город Нижнекамск. Название города происходит от гидронима реки Кама. Современная форма гидронима является удмуртской, удм. кам значит «река, большая река» (ср. удм. Ватка́ кам — «река Вятка»).

## Физико-географические сведения
Город расположен в излучине реки Камы на левом её берегу, близ места впадения в неё реки Зай, в 2 км от речного порта, в 35 км от железнодорожной станции Круглое поле (линия Агрыз—Акбаш).
| С-З | Набережные Челны ~ 38 км / ~ 49 км Киров ~ 354 км / ~ 510 км Сыктывкар ~ 681 км / ~ 923 км                                                          | Ижевск ~ 160 км / ~ 226 км Пермь ~ 377 км / ~ 500 км        | Екатеринбург ~ 559 км / ~ 772 км Тюмень ~ 859 км / ~ 1048 км  | С-В |
| З   | Москва ~ 888км / ~ 1056 км Владимир ~ 712 км / ~ 850 км Нижний Новгород ~ 491 км / ~ 620 км Чебоксары ~ 290 км / ~ 390 км Казань ~ 165км / ~ 231 км | Роза ветров                                                 | Уфа ~ 281 км / ~ 333 км Челябинск ~ 607 км / ~ 744 км         | В   |
| Ю-З | Ульяновск ~ 265 км / ~ 356 км Тольятти ~ 282 км / ~ 343 км Самара ~ 293 км / ~ 364 км                                                               | Альметьевск ~ 88 км / ~ 111 км Бугульма ~ 137 км / ~ 165 км | Оренбург ~ 481 км / ~ 565 км Магнитогорск ~ 523 км / ~ 672 км | Ю-В |

### Часовой пояс
Нижнекамск находится в часовой зоне МСК (московское время). Смещение применяемого времени относительно UTC составляет +3:00.
В соответствии с применяемым временем и географической долготой средний солнечный полдень в Нижнекамске наступает в 11:34.

### Климат
| Показатель                    | Янв.  | Фев.  | Март | Апр. | Май  | Июнь | Июль | Авг. | Сен. | Окт. | Нояб. | Дек.  | Год |
| ----------------------------- | ----- | ----- | ---- | ---- | ---- | ---- | ---- | ---- | ---- | ---- | ----- | ----- | --- |
| Средний суточный максимум, °C | −9,9  | −8,3  | −1,5 | 9,2  | 19   | 23,2 | 25   | 22,7 | 16   | 6,6  | −1,6  | −6,8  |     |
| Средняя температура, °C       | −13,7 | −12,3 | −5,5 | 4,7  | 13,1 | 17,5 | 19,5 | 17,3 | 11,3 | 3,3  | −4,4  | −10,2 | 3,4 |
| Средний суточный минимум, °C  | −17,4 | −16,3 | −9,5 | 0,3  | 7,3  | 11,8 | 14,1 | 12   | 6,6  | 0    | −7,1  | −13,5 |     |
| Норма осадков, мм             | 39    | 28    | 26   | 40   | 42   | 57   | 77   | 54   | 60   | 57   | 46    | 39    | 565 |

Нижнекамск расположен в зоне умеренно континентального климата.
Время ледостава на водоёмах города — ноябрь, декабрь. Время вскрытия льда — начало апреля.
- Среднегодовая температура — +4 °C[источник не указан 1686 дней]
- Среднегодовое количество осадков — 550 мм[источник не указан 1686 дней]
- Среднегодовая влажность воздуха — 72 %[источник не указан 1686 дней]
- Среднегодовая скорость ветра — 4 м/с[источник не указан 1686 дней]

## История
Нижнекамск — результат масштабной программы промышленной застройки территории у левобережья Камы. Он стал своего рода экспериментальной площадкой, на которой отрабатывались новые приёмы планировки и застройки городов.
Чёткое функциональное зонирование территории города заметно по тому, как жилые районы города отделены от промышленной зоны химкомбината. Промзона расположена в нескольких километрах восточнее от городских микрорайонов.

### Планирование и начало строительства
8 мая 1958 года Совет Министров СССР принял Постановление «О списке строек, вновь начинаемых проектированием в 1958 году». 23 июля 1958 года ЦК КПСС и Советом Министров СССР принято Постановление «Об ускорении производства искусственных и синтетических волокон, пластических масс и других синтетических материалов и изделий для удовлетворения потребностей населения и нужд промышленности в 1958—1965 годы». Этими документами был утверждён проект создания в северо-восточной части Татарской АССР Нижнекамского промышленного района. Планировалось построить крупнейший в Европе нефтехимический комплекс, который должен был перерабатывать нефть, добывавшуюся на юго-востоке ТАССР (см., например, Ромашкинское нефтяное месторождение) и производить новые виды пластических масс, синтетических каучуков, а также другое углеводородное сырьё для дальнейшей химической переработки.
В соответствии с проектом районной планировки Нижнекамского промышленного района коллективом «Государственного ордена Трудового Красного Знамени института проектирования городов» (Гипрогор) в 1959 году был создан генеральный план города на расчётную численность 170 тысяч человек. Автором генплана являлся В. А. Пашков, руководителем работ — Е. И. Кутырев. Разработанный ими генплан Нижнекамска был удостоен в 1960 году Диплома I степени и Золотой медали ВДНХ СССР на Всесоюзном смотре-конкурсе проектов новых городов.
25 декабря 1960 года в район села Афанасово прибыли первый, а 2 января 1961 года второй санно-тракторные поезда с энтузиастами-первостроителями. Возник посёлок строителей, рядом (в 6 км к юго-востоку от деревни Соболеково в районе лесного массива) развернулась грандиозная стройка энергетического блока и химкомбината. Ей был присвоен статус Всесоюзной ударной комсомольской стройки.
19 апреля 1961 года Указом Президиума Верховного Совета Татарской АССР зарегистрирован вновь возникший населённый пункт Афанасьевского сельсовета Челнинского района ТАССР с присвоением ему наименования Нижнекамский. Его население составляло около 500 человек.
В 1962 году Гипрогором был разработан технико-экономический доклад (ТЭД) развития производственных сил Татарской АССР, а в 1965 году — проект районной планировки Набережно-Челнинского промрайона, которыми предусматривалось дальнейшее развитие комплекса предприятий Нижнекамского промузла с включением дополнительного ряда новых производств. Эти документы определили расчётную численность населения города Нижнекамска в 250 тысяч человек.
В апреле 1964 года был заложен фундамент первого жилого многоквартирного дома, а уже через два года население города достигло 30 тысяч человек. Нижнекамскнефтехим курировал строительство. Темпы строительства и пафос созидания нового города вдохновили композитора А. Пахмутову и поэта Н. Добронравова на песню о строителях новых городов «Смелость города берёт».
12 января 1965 года путём выделения его из состава Челнинского и Шереметьевского районов был образован Нижнекамский район ТАССР.
22 сентября 1966 года рабочему посёлку Нижнекамский был присвоен статус города. Он был назван Нижнекамском. Этот день считается официальным днём рождения города, хотя празднование дня города в последнее время проводятся 30 августа в День Республики Татарстан.

### Промышленный комплекс
Первые городские кварталы и заводские корпуса химического комбината строились одновременно. Строительство курировал институт «Гипрокаучук». В 1967-м было положено начало выстраиванию системы природоохранных мер. Например, была создана восьмикилометровая санитарно- защитная зона. Как правило, объекты по охране окружающей среды возводились раньше, чем технологические цеха. Само место расположения комбината было выбрано с учётом розы ветров.
В 1963 году генеральным директором Нижнекамского нефтехимкомбината стал Николай Васильевич Лемаев. Он руководил предприятием 22 года, до 1985-го. Именно под его управлением проходило строительство и становление нефтехимического завода и города.
В 1967 году к 50-летию Октябрьской революции — всего через шесть с половиной лет после того, как в чистом поле был вбит первый строительный колышек, — Нижнекамский нефтехимический комбинат дал первую продукцию. В 1969 году он был введён в действие с подчинением Главному управлению по производству каучука Министерства нефтеперерабатывающей и нефтехимической промышленности СССР.
На основании приказа Министерства нефтеперерабатывающей и нефтехимической промышленности СССР от 13 декабря 1976 года химкомбинат был реорганизован в Нижнекамское ордена Ленина производственное объединение «Нижнекамскнефтехим» (с 2021 года входит в состав СИБУРа).
В промышленной зоне также был построен энергетический блок, источник тепла и электричества Нижнекамска — Теплоэлектроцентраль. Проект первой очереди ТЭЦ-1 мощностью 562 МВт был создан в 1959 году Киевским отделением института «Теплоэлектропроект» (в августе 1964 года проектирование ТЭЦ-1 поручено Горьковскому отделению «Теплоэлектропроект», которое разработало задание на расширение ТЭЦ-1 до 630 МВт); II-ую очередь ТЭЦ-1 технической документацией обеспечивали Горьковское отделение института «Теплоэлектропроект» и Куйбышевское отделение «Оргэнергострой»; III-ю очередь — Львовское отделение «Теплоэлектропроект».
Приказом Министра энергетики и электрификации СССР № 60 от 14 апреля 1967 года Нижнекамская ТЭЦ-1 введена в число действующих электростанций страны.
Также в 30 км к югу от Нижнекамска в посёлке Новый Зай с 1956 года велось строительство Заинской ГРЭС, крупнейшей тепловой конденсационной электростанции Татарской АССР (проектная мощность 2,4 ГВт). Помимо этого, в 25 км вверх по течению, на Каме у Набережных Челнов в 1963 году началось строительство Нижнекамской гидроэлектростанции (проектная мощность 1248 МВт).

### Расширение строительства
В связи с развитием автомобилестроения в СССР в апреле 1967 года министр В. Фёдоров поручает специалистам проработать вопрос о возможности строительства завода по производству автомобильных шин в составе Нижнекамского нефтехимкомбината. Была поставлена конкретная задача: обеспечить современными качественными шинами Волжский и Ульяновский автомобильные заводы, а также и парк автомобилей ближайших регионов.
После того как строительство шинного производства было включено в Государственный план, институт «Резинопроект» получает от Министерства нефтехимической и нефтеперерабатывающей промышленности СССР задание на разработку проекта Нижнекамского шинного завода мощностью 7 млн штук автопокрышек и 9,2 млн штук автокамер в год. 7 мая 1968 года строители СМУ-8 Татэнергостроя заложили первый бетонный блок под фундамент первого производственного корпуса будущего шинного завода. 25 мая 1971 года министр подписал приказ № 342 о выделении строящегося шинного завода из состава Нижнекамского химкомбината на правах самостоятельного хозрасчётного предприятия с переименованием его в Нижнекамский шинный завод. А 15 июня приказом министра директором НШЗ был назначен Николай Александрович Зеленов, который ранее занимал должность начальника основного производства Воронежского шинного завода. После организации завода как самостоятельного предприятия и появления своего директора строительно-монтажные работы пошли ускоренными темпами.
В связи со строительством завода большегрузных автомобилей в Набережных Челнах в декабре 1973 года в Нижнекамске началось строительство второго завода по производству грузовых шин для автомобилей КамАЗ. 15 июля 1974 года приказом Миннефтехимпрома СССР за № 608 была утверждена сметная стоимость этого завода проектной мощностью 3,8 млн штук грузовых автопокрышек и 5 млн 490 тысяч штук ездовых камер в год.
Уже 25 октября 1974 года Нижнекамский шинный завод отсчитал первый миллион шин. Шина с порядковым номером 100 000 000 выпущена 19 декабря 1987 года.
В 1970—1980-х годах в 30 км вверх по течению Камы также велось строительство Нового города Набережных Челнов, население которых в эти годы возросло с 30 до 500 тыс. человек.
В 1980-х годах в Нижнекамском районе началось строительство Татарской атомной электростанции и города при ней на 40 тыс. жителей — Камские Поляны. Однако, строительство АЭС так и не было завершено из-за протестов экологов, усилившихся после Чернобыльской аварии 1986 года. Из Камских полян начался отток населения; вследствие социально-экономического кризиса оно постоянно убывало (до 14,7 тыс. чел. в 2005 году).

### Современный облик
В связи с увеличением масштабов развития Нижнекамска и с учётом градообразующих объектов Нижнекамского промышленного комплекса в 1969 году Гипрогором выполнена корректура генерального плана города (авторы — Ю. К. Карзанов и Ю. Е. Беляев, руководитель работ — Л. Р. Шмах).
В результате реформы в соответствии с Законами «Об общих принципах организации местного самоуправления в Российской Федерации» и «О местном самоуправлении в Республике Татарстан» город Нижнекамск входит в состав образованного 31 января 2005 года Нижнекамского муниципального района, одновременно являясь его административным центром.
Сегодня Нижнекамск — третий по количеству населения город Татарстана, крупный индустриальный, культурный и спортивный центр республики.
Трижды Нижнекамск получал звание самого благоустроенного города России и самого благоустроенного города Республики Татарстан, стал «Культурной столицей Поволжья — 2002».
С 2006 года в Нижнекамске реализуется проект строительства «Комплекса нефтеперерабатывающих и нефтехимических заводов». Это один из важнейших инвестиционных проектов на условиях частно-государственного партнёрства в сфере нефтехимии России. По состоянию на сентябрь 2009 года при стоимости проекта более 200 миллиардов рублей треть комплекса уже возведена. Несмотря на сложное время, на его строительстве ежесуточно осваивается около 100 миллионов рублей.
В декабре 2024 г. в Нижнекамске завершилось строительство этиленовый комплекса ЭП-600 СИБУРа, который стал частью Стратегии развития химического и нефтехимического комплекса России. Предприятие способно переработать 1,8 млн т прямогонного бензина в год. Его проектная мощность составляет 600 тыс. т этилена в год, более 270 тыс. т пропилена, 245 тыс. т — бензола и 88 тыс. т бутадиена.
25 декабря 2017 года по указу премьер-министра России Дмитрия Медведева городу присвоили статус ТОСЭР.

## Население
| 1967     | 1970     | 1973     | 1975     | 1976     | 1979     | 1982     | 1985     | 1986     | 1987     | 1989     |
| -------- | -------- | -------- | -------- | -------- | -------- | -------- | -------- | -------- | -------- | -------- |
| 38 000   | ↗48 988  | ↗74 000  | ↗112 000 | →112 000 | ↗134 199 | ↗150 000 | ↗176 000 | ↘175 000 | ↗183 000 | ↗190 793 |
| 1990     | 1991     | 1992     | 1993     | 1994     | 1995     | 1996     | 1997     | 1998     | 1999     | 2000     |
| ↗195 000 | ↗196 000 | ↗199 000 | ↗203 000 | ↗207 000 | ↗211 000 | ↗214 000 | ↘213 000 | ↗221 000 | ↗222 000 | ↗223 400 |
| 2001     | 2002     | 2003     | 2004     | 2005     | 2006     | 2007     | 2008     | 2009     | 2010     | 2011     |
| ↗226 100 | ↘225 399 | ↗225 400 | ↗226 600 | ↗227 000 | ↘226 900 | ↘226 600 | ↘226 400 | ↗226 568 | ↗234 044 | ↗234 088 |
| 2012     | 2013     | 2014     | 2015     | 2016     | 2017     | 2018     | 2019     | 2020     | 2021     | 2024     |
| ↗234 928 | ↗235 407 | ↗235 605 | ↘235 448 | ↗236 197 | ↗237 250 | ↗237 942 | ↗238 879 | ↗240 020 | ↗241 479 | ↘240 379 |
| 2025     |          |          |          |          |          |          |          |          |          |          |
| ↗240 842 |          |          |          |          |          |          |          |          |          |          |

На 1 января 2025 года по численности населения город находился на 80-м месте из 1124 городов Российской Федерации.
Максимальный уровень рождаемости за последние 20 лет был достигнут в 2011 году. Тогда на свет появились 4 тыс. малышей (1993 мальчика, 1831 девочка и 28 пар близнецов). За 7 месяцев 2012 года в Нижнекамске родилось 2300 малышей: 1209 мальчиков, 1080 девочек и 24 пары близнецов. Естественный прирост в Нижнекамском районе сегодня составляет 849 человек, что более чем на 160 человек больше, по сравнению с тем же периодом прошлого года.
По данным Всероссийской переписи населения 2002 года численность населения Нижнекамска составляла 225 399 человек, из них мужчин — 105 819, женщин — 119 580 человек.
Во время Всесоюзной переписи населения 1989 года в Нижнекамске проживало 190 793 человек, в том числе мужчин — 89 500, женщин — 101 293.
Национальный состав
Население Нижнекамска распределялось по национальной принадлежности следующим образом:
— 1989 год: татары (46,5 %), русские (46,1 %), чуваши (3,0 %), украинцы (1,0 %), башкиры (1,0 %).
В 2020 году перепись населения показала, что 52,3 % населения Нижнекамского муниципального района составляют татары, 42,6 % — русские, 1,4 % — чуваши, 0,5 % — башкиры.

## Территориальное деление
В городе отсутствуют административные районы. Нижнекамск поделён на жилые микрорайоны, кварталы и посёлки.
- Микрорайоны: 6, 7, 8, 9, 10, 11, 12, 13, 14, 14а, 15, 16, 17, 18, 19, 20, 21, 22, 23, 24, 25, 27, 28, 29а, 29б, 30, 31, 32, 34, 35, 35а, 36, 36а, 36б, 37, 43, 44, 45, 46, 47, 49.
- Кварталы: 1, 2, 3, 4, 5, 6, 7, 8, 9, 9а, СУЗ, А, Б, Е. 
- Посёлки, деревни: Строителей, Ахтуба, Алань, Соболеково, Нижнее Афанасово, Большое Афанасово, Красный Ключ.

## Органы власти
Мэр города: Радмир Беляев (с 2025 года).

## Правоохранительная и пенитенциарная системы
В 1980—1990 годы в городе действовало несколько ОПГ. Среди них «Татары», «Мамшовские», «Вахитовские», «Аляшевские» и «Бродвейские» и др. Они, в том числе, воровали продукцию заводов «Нижнекамскнефтехим» и «Нижнекамскшина».

## Экономика

### Бюджет города
В 2009 году утверждённый общий объём доходов бюджета Нижнекамска составил 978 739 тыс. рублей; общий объём расходов бюджета — 881 666 тыс. рублей.
Основные характеристики бюджета города Нижнекамска на 2010 год были определены следующим образом: общий объём доходов бюджета в сумме 946 869 тыс. рублей; общий объём расходов бюджета в сумме 946 869 тыс. рублей.

### Промышленность

#### Нефтехимия и энергетика
В Нижнекамском муниципальном районе расположен один из крупнейших в России центров нефтехимической, нефтеперерабатывающей и энергогенерирующей промышленности, на который приходится 23 % производимой в Татарстане промышленной продукции и около 30 % экспорта.
Промышленный комплекс Нижнекамска включает в себя такие крупные предприятия как:
- ПАО «Нижнекамскнефтехим» — один из крупнейших в мире производителей синтетических каучуков и один из основных центров производства полимеров и продуктов органического синтеза в России. Производственная площадка объединяет шесть заводов: завод бутилового каучука, завод мономеров, завод синтетического каучука, завод пластиков, завод этилена, завод органического синтеза[68].
- ОАО «Нижнекамскшина» — Нижнекамский шинный завод.
- ОАО «Нижнекамский механический завод».
- ОАО «ТАИФ-НК» — нефтеперерабатывающий завод, завод бензинов и производство по переработке газового конденсата (до 2005 года завод принадлежал ОАО «Татнефть» и назывался Нижнекамский НПЗ)[69].
- АО «ТАНЕКО» (прежнее название «ННПЗ») — Татарстанский нефтеперерабатывающий комплекс.
- ОАО «Нижнекамсктехуглерод» — Нижнекамский завод технического углерода.
- ОАО «ТГК 16» — в состав которой вошла Нижнекамская ТЭЦ-1.
- ООО «Нижнекамская ТЭЦ» (филиал ПАО «Татнефть») — раннее название «Нижнекамская ТЭЦ-2».
- ООО «Нижнекамский завод шин ЦМК» (Группа компаний Татнефть). В декабре 2009 года завод сдан в эксплуатацию. В апреле 2010 года выпущены первые серийные шины.

Объём отгруженных товаров собственного производства и выполненных работ и услуг собственными силами по обрабатывающим производствам за 2011 год составил 304,45 млрд рублей.
Объём отгруженной продукции на ОАО «Нижнекамскнефтехим» за 2008 год в действующих ценах составил 70,7 млрд.рублей.
Выпуск шин в ОАО «Нижнекамскшина» в 2008 году по сравнению с аналогичным периодом 2007 года снизился на 4,3 % и составил 11877,1 тыс. штук.
В 2008 году ОАО «ТАИФ-НК» отгружено продукции на сумму 88,9 млрд рублей. Объём первичной переработки нефтяного сырья составил 7669 тыс. тонн.
В структуре промышленности на долю производства и распределения электроэнергии, газа и воды приходится 6,3 %. За 2008 год отгружено потребителям продукции на 12,2 млрд рублей.
Филиалом ОАО «Генерирующая компания „Нижнекамская ТЭЦ“» в 2008 году отгружено тепловой и электрической энергии на сумму 10,2 млрд рублей. За 2008 год выработано 4778,14 млн кВт.ч электроэнергии.

#### Строительный комплекс
Предприятиями строительного комплекса отгружено товаров собственного производства на 3,9 млрд рублей. В 2008 году предприятием Камэнергостройпром отгружено товаров собственного производства на 2076,7 млн рублей. В 2024 году предприятием Камэнергостройпром отгружено товаров собственного производства на 2519,8 млн рублей.

#### Пищевая промышленность
Крупнейшими предприятиями Нижнекамска в сфере пищевой промышленности являются:
- Нижнекамский хлебокомбинат
- Нижнекамский молочный комбинат
- Нижнекамский ликёро-водочный завод

Предприятиями пищевой промышленности отгружено продукции на 994,4 млн рублей.

## Сфера услуг
В городе хорошо развита сфера услуг, включающая ателье, клининговые компании, компьютерные салоны, ломбарды, парикмахерские, фотоателье, химчистки и прачечные, охранные предприятия, предприятия общественного питания, по ремонту и изготовлению ювелирных изделий, по ремонту и пошиву обуви, по ремонту теле-, радиоаппаратуры и сложнобытовой техники, по ремонту часов и т. д.
На территории города расположен санаторий «Шифалы», оздоровительный комплекс «Нижнекамские термы». На 2025 год в реновации находится санаторий «Корабельная роща».

## Транспорт

### Междугородный транспорт
В городе имеются речной вокзал, автожелезнодорожный вокзал. Нижнекамск, наряду с другими городами, обслуживается международным аэропортом «Бегишево».
Из Нижнекамска на автобусах можно добраться в Ульяновскую, Кировскую, Оренбургскую, Самарскую области, в Пермский край, республики Башкортостан и Удмуртию.
Недалеко от города проходит федеральная автомагистраль «Волга»M7.
В декабре 2024 года было открыто движение по трассе M7 «Обход Нижнекамска и Набережных Челнов». Администрацией города прорабатывается проект строительства продолжения проспекта Мира с примыканием к федеральной трассе M7.

### Городской транспорт
Городской транспорт представлен 4 маршрутами трамваев и 26 маршрутами автобусов. В 2021 году Рустам Минниханов подарил Нижнекамску 50 автобусов «ПАЗ-Вектор». В 2023-м город получил ещё 40 автобусов. 34 из них вышли на городские маршруты, 6 — на пригородные. С учётом новых автобусов, на городских и пригородных маршрутов курсирует 70-80 автобусов. В городе предусмотрено 4 трамвайных маршрута, 17 пригородных (14 до нижнекамских СНТ, 2 — до СНТ в Камских Полянах и ещё один — до городского кладбища) маршрутов. В начале 2024 года в Нижнекамске появились новые автобусы марки Lotos.
Также на 2025 год в городе на постоянной основе курсируют «нефтехимические» трамвайные маршруты, посвященные выдающимся российским ученым.
В городе также развит большой таксопарк.

### Экология
В 2007 году открылась станция очистки воды.
С 2018 года выбросы в атмосферу в городе уменьшились на 24,8 %. Это связано с внедрением природоохранных инициатив на большинстве предприятий промышленного кластера. Также в городе действует сеть стационарных и передвижных экологических постов, которые в непрерывном режиме передают в Министерство экологии и природных ресурсов Республики Татарстан и другие надзорные органы информацию о состоянии атмосферного воздуха.
В 2022 году в городе стартовала Лесоклиматическая программа СИБУРа «Зеленая формула», в рамках которой на 2025 год высажены 1030 тыс. саженцев деревьев и кустарников — кедры, сосны, ели, березы, безпуховые тополя, сирень и рябины.

## Культура и социальная сфера

### Учреждения образования
На 2025 год расходы на социально-культурную сферу остаются на первом месте в консолидированном бюджете Нижнекамского района. Затраты на её содержание растут на 14 % ежегодно.
Муниципальная система образования представлена учреждениями начального и среднего образования: 64 дошкольных образовательных учреждения разного вида; 23 общеобразовательных школы, 5 гимназий, 2 лицея (лицей № 35 входит в топ-300 учебных учреждений России, чьи выпускники поступили в лучшие вузы страны), 2 лицея-интерната, 1 кадетская школа-интернат, 2 специальные (коррекционные) школы, а также учреждения дополнительного образования (спортивные школы, детские музыкальные школы, детская художественная школа и др.).
В городе находятся 3 института государственных университетов, филиалы частных вузов, а также средние специальные учебные заведения:
- Нижнекамский муниципальный институт (ликвидирован в 2013—2014 гг);
- Нижнекамский химико-технологический институт (НХТИ) Казанского государственного технологического университета (КГТУ — КХТИ)[92];
- Нижнекамский институт информационных технологий и телекоммуникаций (НИИТТ) Казанского государственного технического университета им. А. Н. Туполева (КГТУ — КАИ)[93];
- Нижнекамский филиал Московского гуманитарно-экономического института (НКФ МГЭИ)[94];
- Нижнекамский филиал Казанского инновационного университета;
- Колледж нефтехимии и нефтепереработки им. Н. В. Лемаева;
- Нижнекамский политехнический колледж им. Е. Н. Королёва;
- Нижнекамский музыкальный колледж им. С. З. Сайдашева;
- Нижнекамский колледж транспортной инфраструктуры;
- Нижнекамский многопрофильный колледж;
- Нижнекамский медицинский колледж[95];
- Нижнекамский педагогический колледж;
- Колледж Казанского института Всероссийского государственного университета юстиции (РПА Минюста РФ). Нижнекамский корпус.

### Учреждения культуры
В Нижнекамске функционируют десятки учреждений культуры.

#### Музеи
- Комплексный музей города Нижнекамска (архитектор — А. Х. Ахмадияров);
- Музей народного художника Ахсана Фатхутдинова;
- Музей велосипедов «Велики».

#### Театры
- Нижнекамский государственный татарский драматический театр им. Туфана Миннуллина;
- Театр юного зрителя (театральный комплекс «Джалиль»).

#### Концертно-зрелищные учреждения
- Дом народного творчества;
- Концертно-творческий центр города Нижнекамска;
- Татарский эстрадный ансамбль «Ильхам»;
- Ансамбль песни и танца «Нардуган»;
- Культурно-развлекательный центр «Синема 5»: кинотеатр.

#### Культурно-досуговые учреждения
- Центр креативных индустрий «База»;
- Дом дружбы народов;
- Дом культуры города Нижнекамска;
- Дом культуры «Альфа»;
- Районный Дом культуры;

#### Библиотеки
Централизованная библиотечная система Нижнекамска объединяет 16 библиотек, в том числе Центральную библиотеку имени Г. Тукая (ул. Тукая, 31) и Центральную детскую библиотеку «Апуш» (ул. Тукая, 31).

#### Учреждения дополнительного образования
- Детская художественная школа № 1;
- Центр детского творчества;
- Детская музыкальная школа № 1;
- Детская музыкальная школа № 2;
- Детская школа искусств «Созвездие»;
- Детская музыкальная школа № 4;
- Детская музыкальная школа № 5;
- Детская музыкальная школа № 6;
- Нижнекамский музыкальный колледж имени Салиха Сайдашева (пл. Лемаева, 12);
- МБУ «Cпортивная школа № 3»;
- Спортивный зал «Факел»;
- МБУ «Спортивная школа № 1»;
- МБУДО «Детско-юношеская спортивная школа „Актай“»;
- МБУ «Спортивная школа „Батыр“»;
- МБУ «Спортивная школа „ДИНАМО“»;
- Многофункциональный спортивный зал «Ярыш»;
- Спортивный клуб «Нефтехимик»;
- Школа каратэ;
- Спорткомплекс Шинник им. Н. А. Зеленова;
- Школа единоборств Вин чун;
- Легенда, детская спортивная школа № 1;
- Детская футбольная школа «Эверест»;
- Академия восточных единоборств «Барс».

### Учреждения здравоохранения
- Детская городская больница с перинатальным центром
- Нижнекамская центральная районная многопрофильная больница
- Камско-Полянская районная больница
- Противотуберкулёзный диспансер
- Наркологический диспансер
- Психоневрологический диспансер
- Кожно-венерологический диспансер
- Станция переливания крови
- Детский центр медицинской реабилитации
- Центр общественного здоровья и медицинской профилактики
- Республиканский информационно-аналитический центр
- Управление здравоохранения г. Нижнекамск

### Культурная столица Поволжья
В 2002 году полномочное представительство президента России в Приволжском федеральном округе признало нестоличный город Нижнекамск «Культурной столицей Поволжья».

### Религиозные учреждения
В Нижнекамске широко действуют религиозные объединения православных христиан и мусульман-суннитов. В районе и городе расположены 13 мечетей, 12 православных церквей, 4 мусульманских молельных помещения, 3 православных молебных дома, 2 протестантских храма, несколько протестантских религиозных организаций располагаются в прочих отдельно стоящих зданиях и собственных помещениях. По составу в городе представлены следующие протестантские религиозные организации: МРО ЕХ — 4 (АХЕСЦ РТ), МРО ХВЕ — 2, МРО ЕХ Адвентисты седьмого дня — 1, прочие группы.
- Нижнекамская Соборная Мечеть — построена в 1989-1996 годах к 30-летию города. После сооружения соборных мечетей в Махачкале, Уфе, Казани и Грозном, по-прежнему остаётся одной из самых крупных в России.
- Храм Воскресения Христова — построен в 1999 году (архитектор А. Х. Ахмадияров) и открыт на Рождество 2000 года.
- Храм Покрова Божией Матери в Большом Афанасово. Ныне существующий каменный двухпрестольный храм был воздвигнут на средства прихожан и благотворителей в 1817 году на месте прежнего деревянного храма[98].
- Храм святого преподобного Романа Сладкопевца — сооружён в селе Боро́к в 2007 году на средства владельца городской торговой кампании «Фактория» Романа Шапорева.
- Архиерейское подворье — в п. Красный Ключ. На территории находится 3 храма[99], в том числе Храм святого праведного Иоанна Кронштадтского, построенный в 1992-1995 годах на Красном Ключе во имя Иоанна Кронштадтского, неоднократно[100] посещавшего Святой Ключ по приглашению купцов-меценатов Стахеевых.
- Мечеть Умет-Гульсум — в Б. Афанасово.
- Красноключинская мечеть — в п. Красный Ключ.

Кроме того, в центральной многопрофильной больнице открыта молельная комната для мусульман (мечеть «Шифа») и часовня для православных. В промышленной зоне на территории Нижнекамской ТЭЦ действуют часовня и маленькая мечеть, где молятся рабочие ТЭЦ.

### Памятники, достопримечательности

#### Достопримечательности
Муралы, созданные в рамках совместной паблик-арт программы компании СИБУР и администрации Нижнекамска. Уличные художники со всей страны создали серию рисунков на фасадах домов, отражающих идентичность города.
Телевышка появилась в 2016 году. На конструкции высотой 196 метров были установлены более 2 800 метров светодиодных гирлянд общим весом почти 7,5 тонн. Освещение телебашни способно воспроизводить любые световые сценарии. Круглогодично на телевышке включают тематические иллюминации, связанные с конкретными праздниками.
Экотропа открыта в рамках проекта «Зеленое кольцо здоровья»: это пешие зоны по лесному массиву, которые в будущем будут опоясывать весь город. Маршрут пролегает в лесном массиве за спорткомплексом «Батыр» до озера Каракуль, его протяженность — 3 км в одну сторону. Тропа оборудована беседками, скамейками, а также информационными стендами про флору и фауну нижнекамского леса.
Усадьба купцов Стахеевых. В поселке Красный Ключ сохранилась усадьба купцов Стахеевых — единственный образец архитектуры XIX века в Нижнекамске. В 1890 году купец Иван Стахеев построил его для своей дочери Александры. После революции в разное время в доме располагались детский сад, школа, отделение милиции и поселковая администрация.
На территории города имеются следующие памятники:
- Монумент павшим защитникам Родины в годы Великой Отечественной войны. Установлен в 1985 году, в честь 40-летия Великой Победы, архитектор — Ф. Г. Ханов. Комплекс включает вечный огонь, мемориальные стелы, и экземпляры военной техники: танк ИС-2 (подарок Музея Российской Армии) и 152-мм пушку-гаубицу Д-20 (подарок Мотовилихинских заводов).
- Памятник труженикам тыла и детям войны.
- Памятник воинам-интернационалистам, павшим в Афганистане и Чечне. Установлен в 1994 году на проспекте Строителей, в сквере возле школы № 1. Художник — В. Махмутов, архитектор — Ф. Г. Ханов.
- Памятник первостроителям. Установлен в 1996 году на месте остановки санно-тракторного поезда 25 декабря 1960 года.
- Памятник космонавтам. Установлен на улице Юрия Гагарина в честь космонавтов — покорителей космоса[106].
- Памятник татарскому поэту Габдулле Тукаю (автор памятника — Баки Урманче, архитектор — Ф. Г. Ханов). Установлен в 1991 году сквере на улице Солнечной (ныне улица Габдуллы Тукая).
- Памятник Габдулле Тукаю, установленный в 1992 году у 3-й городской больницы.
- Памятник революционеру Муллануру Вахитову. Установлен в сквере у 2-й городской больницы.
- Памятник Николаю Васильевичу Лемаеву, Герою Социалистического Труда, заслуженному деятелю науки и техники РСФСР, министру нефтехимической промышленности СССР, первому генеральному директору Нижнекамскнефтехима — «отцу» города Нижнекамска. Открыт в сквере Лемаева в 2001 году (скульптор — Р. Сафин, архитектор — Ф. Г. Ханов).

- Памятник ликвидаторам аварии на Чернобыльской АЭС, установленный в сквере по ул. Спортивная.
- Памятник бездомным животным в парке «Семья»Памятник Евгению Никифоровичу Королёву, Герою Социалистического Труда, заслуженному строителю ТАССР, управляющему треста «Татэнергострой», начальнику стройки города Нижнекамска и Нижнекамского промышленного комплекса. Установлен в 2002 году у здания Нижнекамского политехнического колледжа, носящего его имя. Скульптор — Р. Сафин, архитекторы — А. Х. Ахмадияров, Ф. Г. Ханов.
- Барельеф Ильдусу Харисовичу Садыкову, первому секретарю горкома КПСС с 1969 по 1982 годы, на здании Центра детского творчества. Открыт в 2003 году. Архитектор — Ф. Ханов.
- Мемориальная доска, посвящённая Никите Фадеевичу Кайманову — Герою Советского Союза. В 2007 году, в его столетний юбилей, в его родном селе Про́сти установлен памятник.
- Мемориальная доска, посвящённая Рифкату Хайрулловичу Гайнуллину — полному кавалеру ордена Славы, почётному гражданину Нижнекамска. Торжественное открытие памятной доски состоялось в 2010 году на одном из новых домов на улице, названной в его честь[107].
- Памятник татарскому поэту Мусе Джалилю — Герою Советского Союза, лауреату Ленинской премии. Многотонный бронзовый монумент высотой 3,5 м открыт в августе 2012 года в сквере рядом с Домом народного творчества ОАО «Нижнекамскнефтехим»[108].
- Памятник бездомным животным, установленный в парке «Семья» в честь юбилея города в 2016 году[109].

### Скверы и парки
- Сквер Лемаева — сквер между площадью 50-летия Октября, кинотеатром «Джалиль», музыкальным училищем и проспектом Химиков. Посреди сквера расположен крупнейший в городе фонтан (архитекторы — А. Х. Ахмадияров, Ф. Г. Ханов).
- Сирингарий на бульваре Баки Урманче. Состоит из 1000 кустов сирени 36 сортов всех существующих цветов — это самый большой сирингарий в Поволжье[110].
- Парк аттракционов «Сабантуй» (Центральный парк культуры и отдыха) — парк развлечений с колесом обозрения и более 20 аттракционами.
- Парк имени Габдуллы Тукая между проспектом Химиков и улицей Юности. Здесь 16 июня 2001 года открылся ресторан McDonald’s. Нижнекамск стал шестым городом в России вне Московской области, где появился Макдоналдс[111].
- Парк нефтехимиков — парк от проспекта Вахитова до улицы Сююмбике, рядом с храмом Воскресения Христова. В декабре 2006 года на месте пустыря (автостоянки и свалки при ней) был заложен парк, обустройство которого силами ПАО «НКНХ»[112], в целом, завершено к июлю 2011 года и приурочено к 45-летию города[113].
- Школьный Бульвар — пешеходная улица-бульвар, у которой расположены здания гостиницы «Кама», городского музея и городской администрации.
- Место проведения городских праздников «Майдан» — концертная площадка, расположенная в 3 км за городом. Во время празднования Сабантуя нижнекамский майдан принимает до 70 тыс. человек (архитектор проекта — А. Х. Ахмадияров).
- Туристическая зона родника «Святой Ключ» на берегу Камы, благоустроенная к 35-летию города по проекту В. Никольского и А. Фатхутдинова. Святой Ключ известен с 1666 года. С древних времён бытует сказ о том, как мусульманин Магомет обнаружил здесь икону Святителя Николая Чудотворца. С этого времени родник, названный Святым, стал местом поклонения для мусульман и православных[114]. Описание источника 21 мая 1797 года есть у писателя-философа А. Радищева в дневнике «Записки путешествия из Сибири».
- «Дубки» — дубрава между Камой и озером Долгое.
- Городской пляж — расположен на берегу Камы в районе речного порта, место массового отдыха горожан в летнее время.
- Множество озёр (Пионерское, Долгое, Дмитриевское, Ильинское) около города и реки. На них расположены пионерские лагеря, санатории, оздоровительные комплексы и базы отдыха. Огромную территорию занимают также дачные массивы с садами-огородами.
- Корабельная Роща — сосновый бор, прилегающий с северо-запада к городу. Здесь, в Большом и Нижнем Афанасово, с XVIII века велась заготовка мачтовых сосен. Известно, что именно тут писал некоторые свои пейзажи великий русский художник Иван Шишкин, живший в Елабуге, находящейся в 20 км вверх по течению Камы. Самая крупная и последняя завершённая его картина «Корабельная роща», написана в 1898 году по этюдам, подписанными как «Корабельная Афонасовская роща близ Елабуги»[115][116].
- Семья — парк вблизи Нижнекамской соборной мечети. Занимает около 50 га в центральной части города. Построен в 2016 году в честь юбилея города[117][118]. В парке поставлено круглогодичное колесо обозрения «Манзара», высота аттракциона 42 метра, 18 кабинок (кондиционер, отопление).
- Менделевский бульвар — расположен на одноимённой улице между институтом КИУ (пересечение проспекта Шинников и улицы Менделеева) и «Бызовским» рынком. На территории общественного пространства высажены туи, можжевельник, кизильник и другие деревья и кустарники. На бульваре также установлен арт-объект, посвященный Д. И. Менделееву. Панно выполнено из пяти тысяч пластиковых крышек московским художником Юрием Праздниковым[119].
- Парк «Велики» — общественное пространство, где располагается детский автогородок и единственный в Татарстане музей велосипедов. Здесь располагаются инсталляции домов в средневековом европейском стиле[120].

### Самый благоустроенный город России
Нижнекамск многократно удостаивался звания «Самый благоустроенный город России»(в 2000, 2003, 2011 году), в категории «Города с населением от 100 тысяч человек и более».

### Спорт
Уже с начала строительства города в Нижнекамске проводятся спортивные состязания, начинают создаваться любительские команды, спортивные секции, строиться спортивные объекты — стадионы, площадки, корты. Пионером подготовки профессиональных спортсменов в Нижнекамске стал клуб физической культуры производственного объединения «Нижнекамскнефтехим» (с 1978 года спортклуб «Нефтехимик»).
Наиболее массовыми видами спорта в городе являются: футбол, хоккей, баскетбол, борьба греко-римская и вольная, лёгкая атлетика, восточные единоборства, лыжные гонки.
Нижнекамск — лидер среди городов России по числу игроков КХЛ на 100 тысяч населения. На каждые 100 тысяч жителей приходится 7,262 хоккеиста. Из нижнекамской хоккейной школы вышли следующие хоккеисты: Михаил Сергачев, Дамир Шарипзянов, Наиль Якупов, Павел Куликов, Богдан Якимов.
В Нижнекамске 4 полноразмерных футбольных стадиона (2 с искусственным покрытием), 2 ледовых дворца спорта (старый ледовый дворец на 2500 человек и СКК «Нефтехимик» на 5500 человек), 4 крытых физкультурных комплекса.
В 2024 г. СИБУР открыл в Нижнекамске многофункциональный спортивный центр «СИБУР Арена НК». В его состав входят два корпуса, в том числе здание универсального спортивного зала, стадион с легкоатлетическими дорожками и несколько открытых спортивных площадок. Общая площадь центра составляет более 6000 квадратных метров, а проектная проходимость около 430 000 человек ежегодно.
Рядом с «майданом» расположен культурно-спортивный комплекс «Ильинка» (ипподром и автоспортивная трасса). В районе посёлка Красный Ключ — конно-спортивная школа «Актай». В лесных массивах находятся лыжные базы «Корабельная роща» и «Алмаш» (с освещённой трассой).
- Хоккейный клуб «Нефтехимик» — выступает в Континентальной хоккейной лиге. Основан в 1968 году.
- Хоккейный клуб «Реактор» — участвует в Молодёжной хоккейной лиге. Основан в 2009 году на базе фарм-клуба «Нефтехимик-2».
- Футбольный клуб «Нефтехимик» представляет город в ФНЛ. Создан в 1991 году[126].
- Любительский футбольный клуб «Шинник» является неоднократным победителем городских и республиканских соревнований по футболу. Из последних достижений — Кубок Республики Татарстан по футболу 2009 года[127], трёхкратный чемпион Татарстана[128].

## Средства массовой информации и телекоммуникации

### Газеты
Список газет в Нижнекамске по состоянию на 2020 год:
- «Нижнекамская правда» (издаётся с 1 мая 1965 года, до 2008 года газета выходила под названием «Ленинская правда») — общественно-политическая газета[129].
- «Единство Нижнекамск» (издаётся с февраля 2013 года) — еженедельная бесплатная рекламно-информационная газета с максимальным тиражом в городе Нижнекамск 85 000 экз.
- «Нижнекамская газета» (издаётся с ноября 2011 года) — бесплатная рекламно-информационная газета с тиражом 70 000 экз.
- «Нижнекамское Время» (издаётся с декабря 1999 года) — еженедельник, официальный муниципальный печатный орган[130].
- «Ваша Газета» (издаётся с февраля 1994 года) — еженедельная информационно-аналитическая газета[131].
- «Нефтехимик» (издаётся с мая 1968 года) — ведомственная газета ПАО «Нижнекамскнефтехим»[132][133].
- «Хезмәттәш авазы» (издаётся с июня 2002 года)— ведомственная газета ПАО «Нижнекамскнефтехим» на татарском языке.
- «Туган як» — городская газета на татарском языке[134].
- «Из рук в руки» — еженедельная газета бесплатных объявлений.
- «Рисаля» — «Послание» ежемесячная мусульманская газета.
- «Мировой вестник» —еженедельная бесплатная рекламно-информационная газета с тиражом 50 000 экз., издаётся с октября 2018 года.

### Телеканалы
- С телеканалом Татарстан 24 вещает «НТР» (Нижнекамская телерадиокомпания, основана в 1995 году как ТРК «Нижнекамск»)[135].
- С телеканалом РЕН ТВ работает холдинг «Нефтехим Медиа» (основан в 1991 году)[136].
- C телеканалом ТНТ вещает ТРК «Эфир-Нижнекамск» (основана в 1992 году)[137].

Другие общедоступные эфирные телеканалы:
- Первый канал
- Россия 1 / ГТРК Татарстан
- Россия К
- ТНВ (ОАО ТРК «Татарстан — Новый Век»)

### Радиостанции
- 88,2 FM — Радио Маяк
- 97,9 FM — Вести FM
- 101,1 FM — Радио России / ГТРК Татарстан
- 102,6 FM — Болгар радиосы
- 105,1 FM — Ретро FM
- 107,5 FM — DFM

### Телекоммуникации и Интернет
- Стационарная связь 
 Услуги стационарной телефонной связи в Нижнекамске предоставляют следующие операторы:
  - Таттелеком
  - МТС
  - Ростелеком
  - ЭР-Телеком — VoIP и стационарная телефония
- Мобильная связь 
 Услуги сотовой связи предоставляют следующие операторы:
  - Билайн — GSM, 3G, 4G
  - МегаФон — GSM, 3.5G, 4G
  - МТС — GSM, 3G, 4G
  - Tele2 — GSM, 3G
  - Летай — GSM, 4G
  - Yota — GSM, 3.5G, 4G
- Интернет 
 Доступ в интернет предоставляют следующие операторы:
  - Ростелеком — Ethernet, WiFi
  - Таттелеком — ADSL, Ethernet, Dial-Up, WiMAX, WiFi;
  - МТС — ADSL, Ethernet;
  - ЭР-Телеком — Ethernet, WiFi.

С 2008 года в городе была запущена в эксплуатацию услуга по беспроводному доступу в Интернет по технологии Wi-Fi.
Точки доступа установлены в гостиницах, кафе, учебных заведениях.

## Города-побратимы
| Город   | Год  | Страна |
| ------- | ---- | ------ |
| Мерсин  | 2014 | Турция |
| Мэйшань | 2017 | Китай  |